# Mojo (журнал)
Mojo (стилізовано великими літерами) — журнал популярної музики, який видається щомісяця у Великій Британії, спочатку його видавала Emap, а з січня 2008 року Bauer. Після успіху журналу Q видавці Emap шукали назву, яка б задовольнила зростаючий інтерес до класичної рок-музики. Журнал був розроблений, щоб звернути увагу на вікову групу від 30 до 45 років або покоління бебі-бумерів. Mojo був вперше опублікований 15 жовтня 1993 року. Відповідно до класичної рок-естетики, першими зірками на обкладинці першого випуску були Боб Ділан і Джон Леннон. Відомий своїм глибоким висвітленням як популярних, так і культових виступів, він послужив натхненням для Blender і Uncut. Для нього писали багато відомих музичних критиків, зокрема Чарльз Шаар Мюррей, Грейл Маркус, Нік Кент, Девід Фріке, Джон Севедж і Мік Уолл. Стартовим редактором Mojo був Пол Дю Нойєр, а його наступниками були Мет Сноу, Пол Тринка, Пет Гілберт і Філ Александр. Поточний редактор — Джон Малві.
Хоча дехто критикує його за часте висвітлення класичних рок-виконавців, таких як Beatles, Девід Боуї та Боб Ділан, у ньому, тим не менше, представлено багато новіших і «лівих» виконавців. Це був перший мейнстрімовий журнал у Великій Британії, який зосередився на White Stripes, і він продовжує висвітлювати нових виконавців. Сучасні зірки обкладинок останніх років включають Лану Дель Рей і Arctic Monkeys.
Mojo регулярно включає компакт-диск з обкладинкою, який пов’язаний із поточною журнальною статтею чи темою. У 2004 році було запроваджено церемонію нагородження Mojo Honors List, яка є сумішшю нагород читачів і критиків. 
На початку 2010 року Mojo була залучена до суперечливого кроку своєї нової материнської компанії Bauer, яка в односторонньому порядку нав’язала новий контракт усім фотографам і авторам, позбавляючи їх авторських прав і перекладаючи відповідальність за наклеп або порушення авторських прав з видавця на автора. Двісті фотографів і авторів з інших музичних журналів Моджо та Бауера, Kerrang! та Q, було повідомлено про відмову працювати за новими умовами.

## Списки
Нещодавно журнал опублікував багато списків «100 найкращих», включно з піснями про наркотики (Mojo #109), рок-епопеї (Mojo #125), пісні протесту (Mojo #126) і навіть найжалюгідніші пісні весь час (Mojo #127). Щоб відсвяткувати 150 номерів, журнал опублікував список «100 найкращих альбомів за життя Моджо» (по суті, з 1993 по 2006 рік). П’ятіркою лідерів у цьому списку були:
1. Grace — Джефф Баклі (1994)
2. American Recordings — Джонні Кеш (1994)
3. OK Computer — Radiohead (1997)
4. Time Out of Mind — Боб Ділан (1997)
5. Definitely Maybe — Oasis (1994)

У 2007 році журнал вирішив визначити «100 найкращих записів, які змінили світ». Список був складений і проголосований еклектичною групою суперзірок, включаючи Б'єрк, Торі Еймос, Тома Вейтса, Браяна Вілсона, Піта Венца та Стіва Ерла. Хіт Літтла Річарда 1955 року «Tutti-Frutti» посів перше місце. Рекорд Річарда побив «I Want To Hold Your Hand» Beatles (2 місце) та «Heartbreak Hotel» Елвіса Преслі (3 місце). Редакція журналу стверджувала, що «100 альбомів, синглів і 78, які увійшли до списку, є найвпливовішими та надихаючими записами, які коли-небудь були зроблені». Вихваляючи як звук народження рок-н-ролу, редактори продовжували заявляти, що «можна лише уявити, як це мало звучати, коли ця пісня вибухнула в ефірі!».
Десятка найкращих у списку Mojo «100 записів, які змінили світ»:
1. «Tutti Frutti» Літтла Річарда
2. «I Want to Hold Your Hand» The Beatles
3. «Heartbreak Hotel» Елвіса Преслі
4. The Freewheelin' Bob Dylan Боба Ділана
5. Autobahn від Kraftwerk
6. King of the Delta Blues Singers Роберта Джонсона
7. The Velvet Underground & Nico від Velvet Underground та Nico
8. Антологія американської народної музики (різні виконавці)
9. «What'd I Say» Рея Чарльза
10. «God Save the Queen» від Sex Pistols

Інші списки включають 50 найкращих пісень певного виконавця час від часу, які зазвичай складаються групою музичних журналістів і музикантів. Серед відомих артистів — Девід Боуї, Pink Floyd, The Beach Boys, The Who, Брюс Спрінгстін і Ніл Янг.

## Спецвидання
Після успіху випуску, присвяченого «Бітлз», опублікованого на честь випуску «Антології Бітлз» у 1995 році, було випущено багато окремих, спеціальних видань Mojo, присвячуючи цілий журнал одному виконавцю чи жанру. Трьома найуспішнішими були серіали (створені тодішнім редактором спеціальних видань Крісом Хантом), які розповідають історію «Бітлз» — тисячу днів за раз. Три журнали виходили з 2002 по 2003 рік, доки їх не об’єднав редактор, опублікувавши внески багатьох провідних світових рок-критиків і експертів із «Бітлз», таких як Хантер Дейвіс, Марк Льюїсон, Річард Вільямс, Ян Макдональд, Пітер Доггетт і Алан Клейсон.
Інші спеціальні випуски зосереджені на Pink Floyd, психоделії, панку та шістдесятих. Mojo також опублікував чотири видання «The MOJO Collection: The Greatest Albums Of All Time» (Canongate Books), спочатку редагованого редактором журналу Джимом Ірвіном, а також серію коротких, чітких біографій під назвою «Heroes Mojo», починаючи з 2002 року з Neil Young: Reflections In Broken Glass, написаного Сільві Сіммонс, давнім редактором Mojo.

## Mojo Radio
Компанія Bauer, що володіє журналом, також створила цифрову радіостанцію. Ця станція називалася Mojo Radio і транслювалася цифровими телевізійними мережами Великобританії (канал Freeview 721 і канал Sky Digital 0182, але не Virgin Media) та онлайн. Продукція станції базувалася на журналі. 5 листопада 2008 року було оголошено, що Mojo Radio припинить мовлення 30 листопада 2008 року, щоб заощадити Бауеру фінансові витрати.

## Mojo Rocks
Нинішній головний редактор журналу Філ Александер веде регулярне шоу на британській цифровій радіостанції Planet Rock під назвою Mojo Rocks, у якому він стежить за списком відтворення, натхненним Mojo.